# La maldición del escorpión de jade
La maldición del escorpión de jade es una película de comedia-crimen de 2001 escrita, dirigida y protagonizada por Woody Allen. El reparto también incluye a Helen Hunt, Charlize Theron, Dan Aykroyd, Elizabeth Berkley, Wallace Shawn y David Ogden Stiers. La trama se refiere a un investigador de seguros y una experta en eficiencia de empresas, que son hipnotizados en un bar por un hipnotizador para robar joyas.

## Argumento
C.W. Briggs (Woody Allen) es un torpe pero efectivo investigador de seguros, que vive enemistado con la nueva asesora de la oficina Betty Ann (Helen Hunt). Una noche, cuando salen de juerga con varios amigos para conocerse mejor, son hipnotizados en el show de un bar por el mago Voltan (David Ogden Styers) como una diversión, pero el mago tiene otros planes: al tener a Briggs bajo su poder, Voltan le ordena robar una caja fuerte, caso que comenzará a investigar la compañía de seguros de C.W. Briggs.
Con una llamada telefónica en la noche, al mencionar una palabra clave los hipnotiza, el experto en seguridad, investigador y agente especial C.W. Briggs, roba las mansiones que estaban bajo la protección de la empresa de seguros, que contrata a una oficina de investigadores privados, para ayudarlos a resolver el caso,. Estos sospechan de C.W. Briggs, el cual escapa para tratar de resolver el caso por su cuenta.
C.W. no tiene recuerdos de estos crímenes una vez que se despierta, pero  está decidido a resolverlos. Comienza a investigar a Betty Ann por su comportamiento sospechoso, relacionado con su aventura con su jefe Chris y entra en su casa. Allí es testigo de que Chris le dice a Betty Ann que se ha reconciliado con su esposa y que no se va a divorciar de ella. Cuando se va, Betty Ann se emborracha en un ataque de depresión y trata de saltar por la ventana para suicidarse. C.W. la detiene y pasa la noche junto a ella para evitar que vuelva a intentarlo.
Finalmente, las investigaciones comienzan a recoger evidencias que apuntan como autor de los robos al investigador C.W., lo que conduce a su arresto. C. W. se las arregla para escapar a la casa de Betty Ann, donde ella lo esconde a regañadientes. Voltan llama por teléfono a Betty Ann, la hipnotiza usando su palabra de activación para ponerla en un estado hipnótico y robar joyas en otra casa. C.W. se da cuenta de lo sucedido y vuelve al apartamento de Betty Ann, descubre que ha sido hipnotizada nuevamente y la encuentra entregando las joyas a Voltan aún bajo el trance hipnótico. Voltan descubre a C.W. escondido y amenaza matarlo con una pistola. Voltan intenta escapa, pero la policía lo atrapa, la todavía hipnotizada Betty Ann expresa su amor por C.W., que aprovecha su estado para besarla apasionadamente antes de borrar sus recuerdos del evento. C.W. anuncia que renunciará a la empresa de seguros y el resto del personal lo considera un héroe por resolver el caso. C.W. le propone matrimonio a Betty Ann, confiesa su amor y trata de convencerla de que ella también lo ama.

## Reparto
- Woody Allen como C.W. Briggs.
- Helen Hunt como Betty Ann Fitzgerald.
- Charlize Theron como Laura Kensington.
- Dan Aykroyd como Chris Magruder.
- Wallace Shawn como George Bond.
- David Ogden Stiers como Voltan.
- Elizabeth Berkley como Jill.
- Brian Markinson como Alvin «Al».
- Peter Gerety como Ned.
- John Schuck como Mize.
- Kaili Vernoff como Rosie.

## Recepción crítica
La película recibió críticas mixtas de los críticos. En el sitio web agregador de reseñas Rotten Tomatoes, la película tiene un índice de aprobación del 45%, basado en 122 revisiones, con el consenso crítico del sitio siendo: «La escritura de Escorpión no es tan nítida como las anteriores películas de Woody Allen, ya que la mayoría de las bromas caen planas». Metacritic da a la película una cuenta media de 52 sobre 100, basada en 31 críticos, indicando «críticas mixtas o promedio».
Allen mismo afirmó estar en relativo acuerdo con algunos críticos en una entrevista dada para el libro Conversations with Woody Allen, remarcando que es quizás su peor película. Allen dijo que sentía que había defraudado al resto del reparto al colocarse como protagonista. Explicó que parte del problema era la época en la estaba ambientada la película y el gasto de construcción de los sets, el cual hizo demasiado costoso ir detrás y volver a filmar cualquier cosa. Allen volvió a rodar la totalidad de su drama de 1987 September después de que sintió que tenía el casting mal.
Con su presupuesto de producción de $ 33 millones, es la película más cara de Allen. En relación con la mayoría de sus producciones más exitosas, a la película le fue pobremente en las salas de cine estadounidenses con una venta de boletos de más de siete millones de dólares. Su bruto mundial fue de $ 18.9 millones. Sin embargo, años después de su lanzamiento, comenzó a gozar de una nueva generación del reconocimiento de estado de culto cómico. Roger Ebert escribió: «Hay placeres en la película que tienen poco que ver con la historia. Su apariencia es misteriosa, es un tributo a la época en blanco y negro, filmada en color, y sin embargo los colores parecen bruñidos y envejecidos. No se filmaron películas negras en color en la década de 1940, pero si lo hubieran sido, se habrían visto así, y se presta gran atención a las mujeres interpretadas por Hunt, Berkley y Theron, que no se parecen tanto a las mujeres en el cine clásico negro como las mujeres en los carteles del cine negro - sus trajes y estilos las elevan en arquetipos. Hunt en particular se divierte con un papel de dama cuchufleta que debe algo, tal vez, a Rosalind Russell en His Girl Friday».

## Tributo
La cantante y compositora francesa Dimie Cat rinde homenaje a la película en la canción «Woody Woody», de su álbum ZigZag.